# Batrisodes martini
Batrisodes martini är en skalbaggsart som beskrevs av Grigarick och Schuster 1962. Batrisodes martini ingår i släktet Batrisodes och familjen kortvingar. Inga underarter finns listade i Catalogue of Life.